# Prix Ariste-Hémard
Prix Ariste-Hémard är ett travlopp för 4-åriga varmblodiga ston som körs på Vincennesbanan utanför Paris i Frankrike varje år. Det går av stapeln samma dag som Prix Octave Douesnel. Det är ett Grupp 2-lopp, det vill säga ett lopp av näst högsta internationella klass. Loppet körs över distansen 2700 meter. Förstapris är 54 000 euro, vilket gör loppet till ett av de större fyraåringsloppen i Frankrike.

## Vinnare
| År   | Häst               | Land      | Efter              | Kusk                   | Tränare                 | Distans | Tid    |
| ---- | ------------------ | --------- | ------------------ | ---------------------- | ----------------------- | ------- | ------ |
| 2024 | Kokote             | Frankrike | Ready Cash         | Mathieu Mottier        | Mathieu Mottier         | 2 700 m | 1'12"6 |
| 2023 | Just Love You      | Frankrike | Love You           | Alexandre Abrivard     | Laurent-Claude Abrivard | 2 700 m | 1'12"7 |
| 2022 | Cash Bank Bigi     | Italien   | The Bank           | Benjamin Rochard       | Fabrice Souloy          | 2 700 m | 1'12"8 |
| 2021 | Havanaise          | Frankrike | Ricimer            | Franck Nivard          | François-Pierre Bossuet | 2 700 m | 1'12"1 |
| 2020 | Green Grass        | Frankrike | Bold Eagle         | Mathieu Mottier        | Sébastien Guarato       | 2 700 m | 1'13"7 |
| 2019 | Flèche du Yucca    | Frankrike | Prodigious         | Jean-Philippe Dubois   | Philippe Moulin         | 2 700 m | 1'13"9 |
| 2018 | Erminig d'Oliverie | Frankrike | Scipion du Goutier | Franck Nivard          | Franck Leblanc          | 2 700 m | 1'13"9 |
| 2017 | Doria Desbois      | Frankrike | In Love With You   | Matthieu Abrivard      | Christophe Feyte        | 2 700 m | 1'13"5 |
| 2016 | Cédéa Josselyn     | Frankrike | Love You           | Jean-Michel Bazire     | Jean-Michel Bazire      | 2 700 m | 1'16"5 |
| 2015 | Bélina Josselyn    | Frankrike | Love You           | Jean-Michel Bazire     | Jean-Michel Bazire      | 2 700 m | 1'14"2 |
| 2014 | Anna Mix           | Frankrike | Ludo de Castelle   | Franck Nivard          | Franck Leblanc          | 2 700 m | 1'13"8 |
| 2013 | Victoire           | Frankrike | Kitko              | Jean-Philippe Mary     | Danielle Mottier        | 2 700 m | 1'14"8 |
| 2012 | Une Fille d'Amour  | Frankrike | Infant du Bossis   | David Thomain          | Cyril Raimbaud          | 2 700 m | 1'13"8 |
| 2011 | Tamara Jiel        | Frankrike | Neoh Jiel          | Jos Verbeeck           | Jean-Luc Dersoir        | 2 700 m | 1'14"2 |
| 2010 | Sindy de la Noë    | Frankrike | Goetmals Wood      | Franck Nivard          | Roger Chauvin           | 2 700 m | 1'14"3 |
| 2009 | Renommée d'Obret   | Frankrike | Buvetier d'Aunou   | Dominik Locqueneux     | Pierre-Emmanuel Trible  | 2 700 m | 1'15"8 |
| 2008 | Quarla             | Frankrike | Extreme Dream      | Franck Nivard          | Claude Campain          | 2 700 m | 1'14"5 |
| 2007 | Premiere Steed     | Frankrike | Workaholic         | Jean-Michel Bazire     | Fabrice Souloy          | 2 700 m | 1'14"3 |
| 2006 | Ouragane           | Frankrike | Elvis de Rossignol | Jean-Michel Bazire     | Fabrice Souloy          | 2 700 m | 1'14"7 |
| 2005 | Nady Royale        | Frankrike | Sancho Panca       | Joël Hallais           | Fabrice Souloy          | 2 700 m | 1'16"2 |
| 2004 | My Love Lady       | Frankrike | Écho               | Mathieu Fribault       | Mathieu Fribault        | 2 700 m | 1'16"5 |
| 2003 | Naglo              | Sverige   | Coktail Jet        | Örjan Kihlström        | Stefan Hultman          | 2 175 m | 1'13"3 |
| 2002 | Gigant Neo         | Sverige   | Super Arnie        | Stefan Melander        | Stefan Melander         | 2 175 m | 1'15"3 |
| 2001 | Jag de Bellouet    | Frankrike | Viking's Way       | Christophe Gallier     | Christophe Gallier      | 2 175 m | 1'13"7 |
| 2000 | Ipson de Mormal    | Frankrike | Biesolo            | Ulf Nordin             | Ulf Nordin              | 2 175 m | 1'13"  |
| 1999 | Varenne            | Italien   | Waikiki Beach      | Giampaolo Minnucci     | Jori Turja              | 2 175 m | 1'14"7 |
| 1998 | Giant Cat          | Frankrike | Quito de Talonay   | Nicolas Roussel        | Nicolas Roussel         | 2 175 m | 1'15"5 |
| 1997 | General November   | Finland   | Valley Victory     | Pekka Korpi            | Veijo Kivioja           | 2 175 m | 1'14"3 |
| 1996 | Écho               | Frankrike | Qlorest du Vivier  | Jean-Étienne Dubois    | Jean-Étienne Dubois     | 2 175 m | 1'15"4 |
| 1995 | Défi d'Aunou       | Frankrike | Armbro Goal        | Jean-Étienne Dubois    | Jean-Étienne Dubois     | 2 175 m | 1'14"1 |
| 1994 | Hiosco du Vivier   | Belgien   | Park Ridge Lobell  | Jos Verbeeck           | Alphonse Vanberghen     | 2 175 m | 1'14"7 |
| 1993 | Bleuet de Crépon   | Frankrike | Orchis d'Odyssée   | Yves Dreux             | Laurent Leduc           | 2 175 m | 1'14"4 |
| 1992 | Arnaqueur          | Frankrike | Fakir du Vivier    | Karim Hawas            | Ali Hawas               | 2 100 m | 1'14"6 |
| 1991 | Verdict Gédé       | Frankrike | Kagino             | Jean-Claude Hallais    | Jean-Claude Hallais     | 2 100 m | 1'16"2 |
| 1990 | Ugh                | Frankrike | Honorin            | Yves Dreux             | Alain Houssin           | 2 100 m | 1'16"  |
| 1989 | Ténor de Baune     | Frankrike | Le Loir            | Jean-Baptiste Bossuet  | Jean-Baptiste Bossuet   | 2 100 m | 1'15"7 |
| 1988 | Sin d'Algot        | Frankrike | Aigle Noir         | Jean-René Gougeon      | Jean-René Gougeon       | 2 100 m | 1'15"5 |
| 1987 | Rangone            | Frankrike | High Echelon       | Jean-Pierre Dubois     | Jean-Pierre Dubois      | 2 100 m | 1'16"  |
| 1986 | Quilon             | Frankrike | Honorin            | Ghislain Fontenay      | Ghislain Fontenay       | 2 100 m | 1'14"3 |
| 1985 | Potin d'Amour      | Frankrike | Chambon P          | Jan Kruithof           | Jan Kruithof            | 2 300 m | 1'15"8 |
| 1984 | Ogorek             | Frankrike | Borgia Mall:III    | Michel Roussel         | Jean Lou Peupion        | 2 300 m | 1'18"3 |
| 1983 | Natacha du Buisson | Frankrike | Amyot              | Léopold Verroken       | Léopold Verroken        | 2 250 m | 1'18"3 |
| 1982 | Minou du Donjon    | Frankrike | Quioco             | Michel Roussel         | Jean Lou Peupion        | 2 250 m | 1'16"7 |
| 1981 | Lutin d'Isigny     | Frankrike | Firstly            | Jean-Paul André        | Jean-Paul André         | 2 250 m | 1'18"  |
| 1980 | Kandy              | Frankrike | Bellouet           | Ghislain Fontenay      | Pierre Arson            | 2 250 m |        |
| 1979 | Jaquelle           | Frankrike | Icare Mall:IV      | Jean-Claude Hallais    | Léopold Verroken        | 2 250 m | 1'20"1 |
| 1978 | Idéal du Gazeau    | Frankrike | Alexis Mall:III    | Eugène Lefèvre         | Eugène Lefèvre          | 2 250 m | 1'17"7 |
| 1977 | Hadol du Vivier    | Frankrike | Mitsouko           | Jean-René Gougeon      |                         | 2 250 m | 1'17"2 |
| 1976 | Garinella          | Frankrike | Quioco             | Michel-Marcel Gougeon  |                         | 2 250 m | 1'19"3 |
| 1975 | Feinte             | Frankrike | Kerjacques         | Jean-Pierre Viel       |                         | 2 250 m | 1'19"5 |
| 1974 | Édomérica          | Frankrike | Mario              | Patrick Céran-Maillard |                         | 2 250 m | 1'19"  |
| 1973 | Dame de Carreau    | Frankrike | Fandango           | François Ballière      |                         | 2 250 m | 1'19"3 |
| 1972 | Casdar             | Frankrike | Mitsouko           | Jean-Claude Hallais    |                         | 2 250 m | 1'19"1 |